# Castelo de La Ferté-Vidame

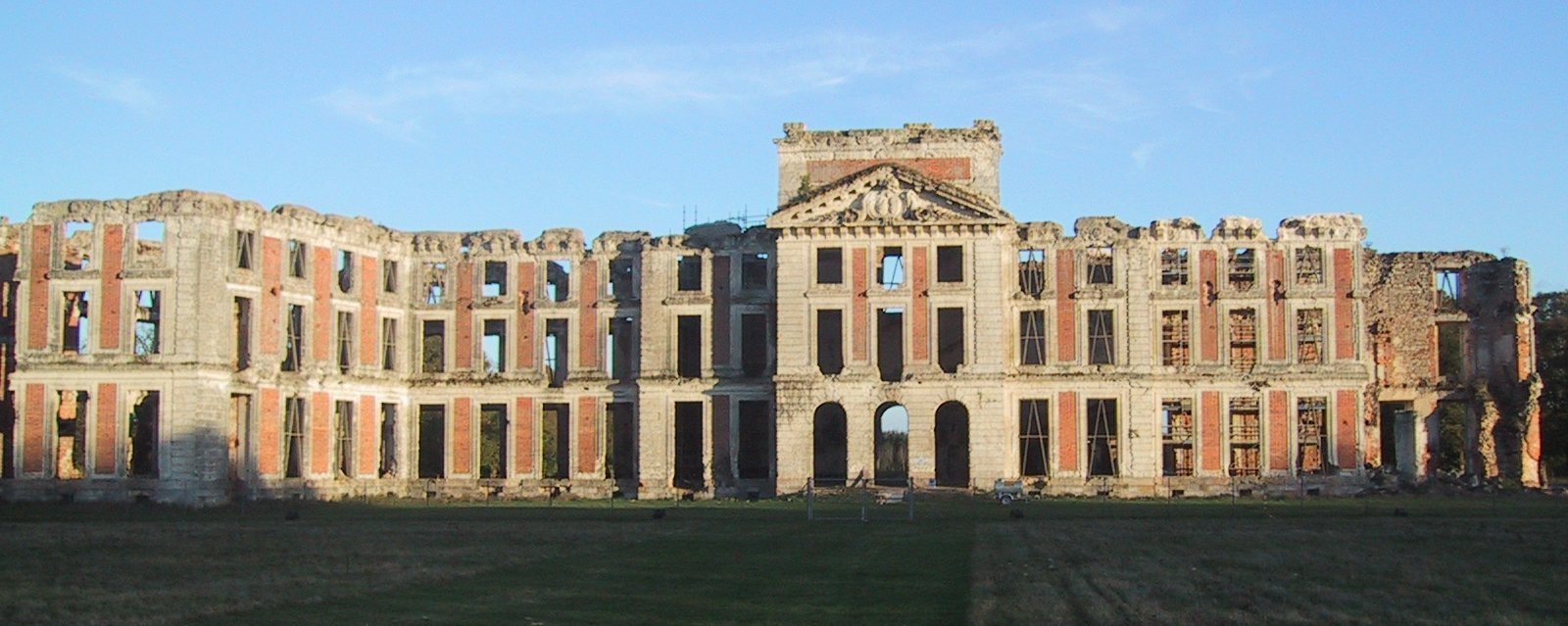
Estado actual do Château de La Ferté-Vidame.

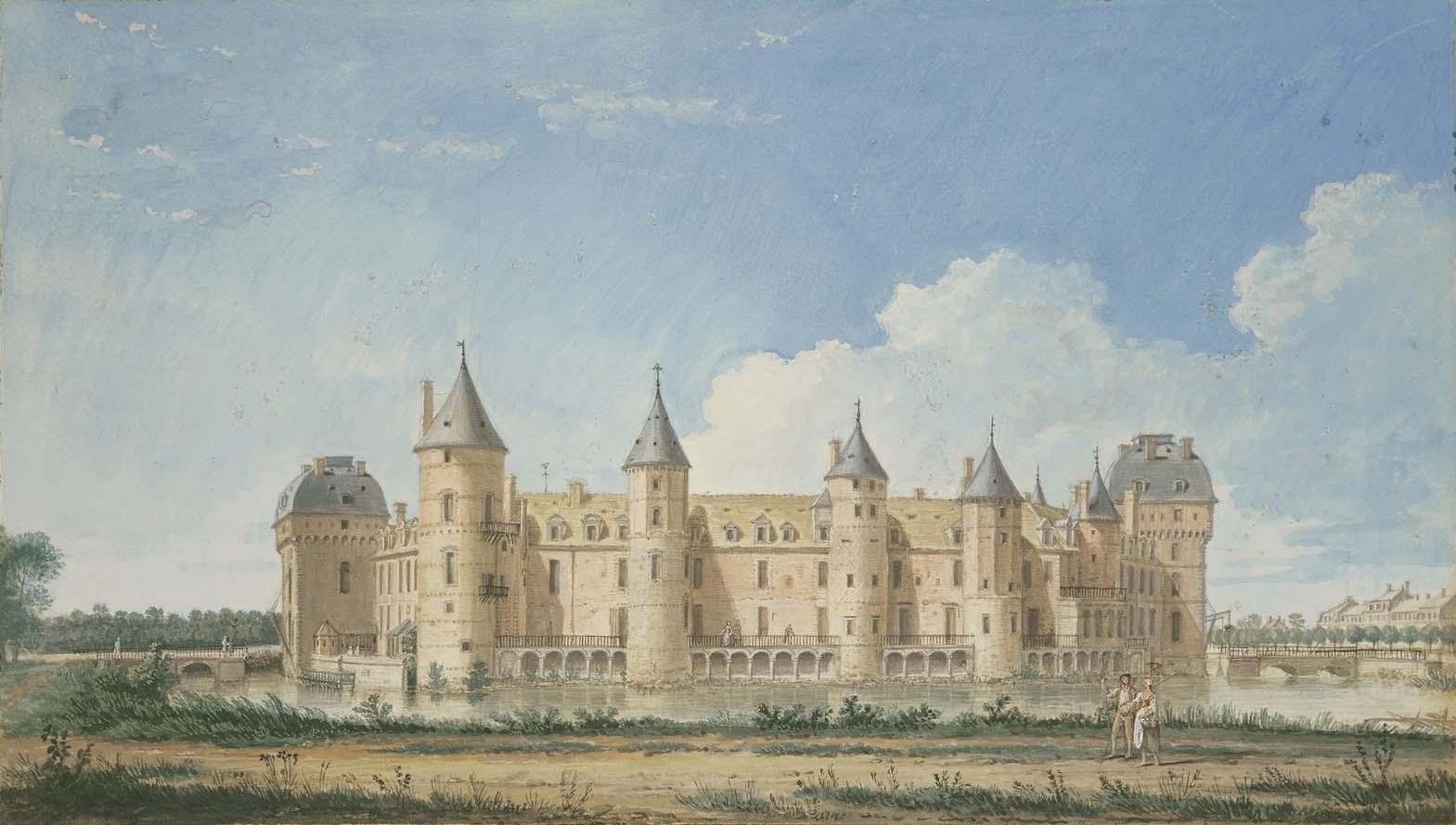
O castelo antes 1755.

O Château de La Ferté-Vidame é um palácio francês situado em La Ferté-Vidame, no departamento de Eure-et-Loir. Do grandioso edifício não restam mais que uma impressionante ruína, assim como os edifícios de serviço (o "petit château").

## O palácio dos Saint-Simon
Está atestada a existência dum castelo em La Ferté-Vidame desde 985. Em 1374, o domínio foi adquirido pela família de Vendôme que mandou reconstruir o castelo. Esta família detinha o título prestigioso de Vidame de Chartres.
É este castelo que Claude de Rouvroy, Duque de Saint-Simon, favorito de Luís XIII, adquire no dia 19 de Maio de 1635.
O célebre memoralista Louis de Rouvroy, Duque de Saint-Simon, alojou-se no seu castelo. O edifício conservava o seu aspecto medieval de fortaleza confinada por oito grandes torres, sendo conhecido pelos guaches de Louis-Nicolas van Blarenberghe, pintados cerca de 1750 e conservados num museu de Boston. Louis escreveu ali a maior parte das suas famosas Mémoires. Cerca de 1718-1719 mandou construir o edifício das cavalariças (actual "petit château").

## O palácio de Jean-Joseph de Laborde
Louis de Rouvroy de Saint-Simon faleceu em 1755. O palácio passou para a sua neta, Marie-Chrétienne de Rouvroy de Saint-Simon de Ruffec, esposa de Charles-Maurice de Grimaldi de Monaco, Conde de Valentinois. No dia 21 da Junho de 1764, esta cedeu o palácio e os 900 hectares do domínio ao financeiro Jean-Joseph de Laborde. Este adquiriu, nas mesma ocasião, o título de Vidame de Chartres, agregado à propriedade.
Laborde confiou ao arquitecto Antoine Matthieu Le Carpentier o sonho de reconstruir inteiramente o edifício, do qual não conservou mais que uma parte da torre de menagem feudal, mas tornada irreconhecível com os acréscimos. Os trabalhos, terminados em 1771, não duraram mais que três anos, o que é um curto período para erguer um imenso edifício de três andares que compreendia, diz-se, 167 divisões. Uma elevação do palácio é conservada no museu de Dreux.
O edifício é construido em tijolos e pedras, como as realizações da primeira metade do século XVII, mas num estilo original que aparece como uma espécie de sublimação da arquitectura clássica. A planta desenhava um trapézio muito aberto. As salas de recepção estavam situadas não no rés-do-chão, como acontecia na maior parte das casas de campo, mas no primeiro andar. O pavilhão central e os dois pavilhões situados na extremidader das duas alas estavam cobertos por tectos com forma de cúpulas quadradas. Sobre o jardim, a projecção oval do corpo central foi manifestamente inspirada no Château de Vaux-le-Vicomte. Esta encerrava um salão oval edificado em dois níveis e encimado por uma cúpula à qual correspondiam as cúpulas mais baixas que cobriam os pavilhões laterais. Os antigos fossos foram trnasformados em valas relvadas.
Laborde despendeu em La Ferté-Vidame a soma imensa de 14 milhões de livres. Neste palácio teve a honra de receber Luís XV de França, o futuro José II da Áustria e o Duque de Choiseul.

## O palácio depois de Laborde
Em 1783, Luís XVI coagiu o Duque de Penthièvre a ceder-lhe o seu Château de Rambouillet. Em contrapartida, Penthièvre, que já possuia vastos domínios na Normandia e no Perche, exigiu o Château de La Ferté-Vidame, que Laborde foi forçado a vender-lhe, no dia 4 de Janeiro de 1784, por 5.000.000 livres. Laborde conservou apenas o título de Vidame de Chartres, os móveis e objectos de arte e as estátuas do parque, coisas que o Duque de Penthièvre não quis.
Aquando da morte do Duque de Penthièvre, ocorrida em 1793, o domínio passou para a sua filha, Luísa de Bourbon-Penthièvre, Duquesa de Orleães. Mas esta havia sido forçada a emigrar como consequência da nefasta Revolução Francesa e os seus bens foram confiscados. Já saqueado pelas pilhagens, o Château de La Ferté-Vidame foi vendido no dia 27 de Março de 1798 ao senhor Cardot-Villers que, fortemente endividado, recuperou todos os materiais que podiam sê-lo e saqueou a floresta abatendo 31.000 árvores. Não conseguindo pagar o preço da sua aquisição, foi privado dos seus direitos. O domínio foi colocado à venda em Junho de 1803, mas não encontrou comprador e permaneceu no domínio do Estado.
Com a Restauração foi restituido à Duquesa de Orleães. Quando ela faleceu, em 1826, o domínio passou para o seu filho mais velho,  Luís Filipe, futuro rei dos franceses. Este reconstituiu o domínio, mandou elevar o muro de cintura, reabilitou os espaços de água, restaurou e ampliou o "petit château". Mas a Revolução de 1848 interrompeu este restauro.
Os bens da Família de Orleães foram confiscados sob Napoleão III. Em 1872, os Domínios venderam La Ferté-Vidame ao Barão Léon de Dordolot, que aqui se entregou à sua paixaão, a caça em corrida. O barão revendeu a propriedade em 1879 a um rico agente de trocas parisiense, M. Charles Laurent. Este último instalou-se no "petit château", aumentou o domínio e empreendeu trabalhos de restauro. O seu filho, Roger Laurent, manteve um equipamento de venaria que caçava no soberbo domínio (cerca de 6.000 hectares, dos  quais quase 1.000 rodeados por muro e formando um parque). A caça a tiro também foi aqui uma das mais belas de França, onde se reuniam om mundom da finança e da política. Em 1913, os seus herdeiros venderam o palácio e o parque à Société Forestière de Bretagne (Sociedade Florestal da Bretanha), que explorou a floresta até 1921, ante de revender o domínio a M. Carpentier, industrial em Villers-Cotterêts. Este cedeu-o, em 1923, a Christian Vieljeux, que voltou a vender a maior parte à Société André Citroën (Sociedade André Citroën), que ali instalou o seu centro de ensaios. Em 1945, a parte restante foi vendida ao Ministério da Justiça que ali instalou o Reverendo Padre Courtois, fundador da obra Sainte-Marie-Madeleine, de reinserção social de mulheres detidas de direito comum. A obra cessou a sua actividade em 1979, com a morte do seu findador. Em 1991, o Estado cedeu o palácio ao Departamento de Eure-et-Loir, que empreedeu trabalhos para torná-lo acessível ao público.